# Castillo de Trittau

Plano del castillo de Trittau de 1650. A la derecha está el Molino. A la izquierda del plano, hacia el sur, fluye el río Belle.

El castillo de Trittau era una fortaleza medieval situada a las afueras del actual municipio de Trittau, en el sur de Schleswig-Holstein. Posteriormente perteneció al ducado de Schleswig-Holstein-Gottorp. A causa de su deterioro, fue demolido en 1775.

## Literatura
- Zangel, Frederic: nuestro slot Trittow, Ed. Trittauer Fundación para la Promoción de la cultura histórica, Editorial Ludwig 2013, ISBN 3869352159